# Burt Lancaster
Burt Lancaster (født 2. november 1913, død 20. oktober 1994) var en amerikansk filmskuespiller.
Oprindelig var han cirkusakrobat. Han var gift tre gange og fik fem børn.
I 1961 modtog han en Oscar for Bedste hovedrolle i filmen Elmer Gantry.
Lancaster nåede at medvirke i en lang række film, som f.eks. Den, der hævner (1946), Nat over New York (1948), Flammen og pilen (1950), Den knaldrøde pirat (1952), Herfra til evigheden (1953), Vera Cruz (1954), Manden fra Alcatraz (1962), Leoparden (1963), Cassandra-broen (1976) og Atlantic City (1980).
Han fik et slagtilfælde den 30. november 1990, som efterlod ham næsten ude af stand til at tale og med delvis lammelse. Han døde 20. oktober 1994 i en alder af 80 år.